# François Besch
François Besch, né le 11 avril 1963 à Esch-sur-Alzette, est un artiste, journaliste et photographe luxembourgeois. Il fait figure de pionnier de la photographie artistique par smartphone.

## Biographie
Besch vit à Bivange, village natal du photographe américo-luxembourgeois Edward Steichen. L'artiste travaille, en ce qui concerne la photographie par smartphone, essentiellement avec l'application Hipstamatic. Il est connu entre autres pour ses portraits d'artistes, tels que les photographes Lucien Clergue, premier photographe élu président de l'Académie des beaux-arts de l'Institut de France ou  David Hamilton. En décembre 2013, P&T Luxembourg a émis la première série de timbres postaux au monde réalisée avec ladite application.

## Expositions
L'artiste expose ses œuvres depuis 1977 au Luxembourg et à l'étranger. En 2011, Besch réalisa au Luxembourg à la Galerie Terres Rouges, Esch-sur-Alzette la première exposition de photographie contemporaine avec des 
œuvres exclusivement réalisées avec l'application Hipstamatic pour iPhone.

### Expositions récentes

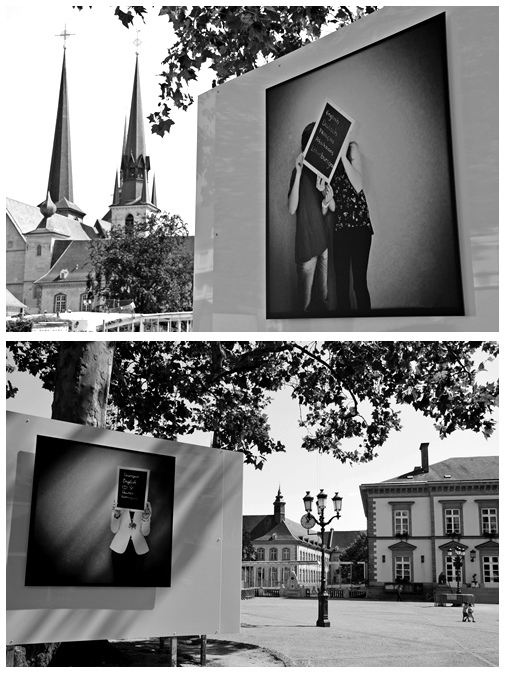
Impressions de l'exposition Multilingual Teens de François Besch sur la Place Guillaume II à Luxembourg-Ville

- 2013 : The Story of the Creative, See.Me Exhibition Space, New York
- 2013 : Multilingual Teens, Place Guillaume II (Knuedler), Luxembourg[4]
- 2013 : Let it Shine, Soho Gallery for Digital Art, New York
- 2013 : Von Glückspilzen und anderen Lichtwelten, Galerie Clairefontaine (Espace 2), Luxembourg[5],[6],[7]
- 2012 : Poetic Renaissance, Galerie Clairefontaine (Espace 1), Luxemburg
- 2012 : Money (The Mobile Museum)[8], Mudam, Luxembourg
- 2011 : Down here | Up there, Galerie Terres Rouges, Esch-sur-Alzette (Luxembourg)